# Roxane Mesquida
Roxane Mesquida (Marsiglia, 1º ottobre 1981) è un'attrice e modella francese.

## Biografia
Cresciuta a Le Pradet, venne scoperta dal regista Manuel Pradal durante il casting del film Maria della Baia degli Angeli. Dopo questo film, ha recitato in alcune pellicole della regista Catherine Breillat, nonché in Sexes très opposés di Eric Assous.
Parallelamente all'attività cinematografica sviluppò una carriera da modella, lavorando con importanti fotografi come Karl Lagerfeld, Ellen von Unwerth per l'edizione russa di Vogue, Corinne Day per l'edizione francese di Vogue, Paolo Roversi per l'edizione italiana di Vogue e François Rotger per l'edizione francese di Playboy.

## Filmografia

### Cinema
- Maria della Baia degli Angeli, regia di Manuel Pradal (1997)
- L'École de la chair, regia di Benoît Jacquot (1998)
- Gaia, regia di Olivier Robinet de Plas – cortometraggio (2000)
- A mia sorella! (À ma soeur!), regia di Catherine Breillat (2001)
- Âges ingrats, regia di Cyril Gelblat – cortometraggio (2002)
- Sex Is Comedy, regia di Catherine Breillat (2002)
- Sexes très opposés, regia di Eric Assous (2002)
- Le grand voyage, regia di Ismaël Ferroukhi (2004)
- Sheitan, regia di Kim Chapiron (2006)
- Une vieille maîtresse, regia di Catherine Breillat (2007)
- La dérive, regia di Philippe Terrier-Hermann (2009)
- Adieu Molitor, regia di Christophe Régin – cortometraggio (2010)
- Kaboom, regia di Gregg Araki (2010)
- Rubber, regia di Quentin Dupieux (2010)
- Sennentuntschi, regia di Michael Steiner (2010)
- Quand j'étais gothique, regia di Marcia Romano – cortometraggio (2011)
- The Most Fun You Can Have Dying, regia di Kirstin Marcon (2012)
- Wrong Cops: Chapter 1, regia di Quentin Dupieux (2012)
- Kiss of the Damned, regia di Xan Cassavetes (2012)
- Réalité, regia di Quentin Dupieux (2014)

### Televisione
- Les paradis de Laura, regia di Olivier Panchot – film TV (2002)
- Les vagues, regia di Frédéric Carpentier – film TV (2005)
- Mentir un peu, regia di Agnès Obadia – film TV (2006)
- Gossip Girl – serie TV, episodi 5x02-5x05-5x12 (2011-2012)
- XIII (XIII: The Series) – serie TV, 12 episodi (2012)
- Now Apocalypse - serie TV, 10 episodi (2019-in corso)

## Doppiatrici italiane
Nelle versioni in italiano dei suoi film, Roxane Mesquida è stata doppiata da:
- Perla Liberatori: A mia sorella!
- Georgia Lepore: Gossip Girl
- Alessia Amendola: Kaboom
- Stella Musy: Now Apocalypse
- Lorenza Agostinelli: Sheitan
- Letizia Scifoni: XIII